# Hubert Göbels
Hubert Göbels (* 17. Juli 1905 in Werden a.d. Ruhr; † 2. November 1997 in Essen) war ein deutscher Pädagoge, Kinderbuchsammler und Autor.

## Leben
Hubert Göbels wurde 1905 als eines von 4 Kindern in Werden a.d. Ruhr, einem heutigen Stadtteil Essens, geboren. Nach dem Tod seines Vaters im Ersten Weltkrieg wurde er erst Volksschullehrer. Später war er Dozent, Gründungsrektor der damaligen Pädagogischen Hochschule Essen und Professor für Pädagogik an der Universität Essen.
Göbels ist Autor zahlreicher Bücher und Herausgeber von Nachdrucken historischer Kinder- und Jugendbücher, die er in seiner umfangreichen Sammlung fand. Die Deutsche National Bibliothek zählt beinahe 200 Titel und Helmut Fischer listet in seiner im Deutschen Jugendbuchmagazin erschienenen Bibliographie Hubert Göbels ganze 441 Titel im Zeitraum 1926 und 1985 auf.
Göbels war mit der Kinderbuchautorin Elsbet Göbels, geb. Griesenbrock verheiratet. Göbels Freund, der Kinderbuchautor Otfried Preußler, schrieb ihm 1997 einen Nachruf im Volkacher Boten und nannte ihn darin den „Professor mit der Zauberuhr“. Diese Beschreibung referiert auf einen Gedichtband Göbels von 1994 mit dem Titel „Zauberuhrenzeit“, einer Anthologie in zwei Sprachen (Hochdeutsch und Waddisch Platt) mit Zeichnungen von Helmut von Arz. Göbels übersetzte auch verschiedene Titel, u. a. Preußlers Kleine Hexe ins Werdener Platt.
Seit 1980 war Hubert Göbels der erste Ehrendoktor der Essener Universität. Ebenfalls 1980 erhielt er den Volkacher Taler für seine Verdienste um die Jugendliteratur, 1985 wurde ihm der Rheinlandtaler, 1985 das Bundesverdienstkreuz und 1995 der Verdienstorden des Landes Nordrhein-Westfalen verliehen.

## Veröffentlichungen (Auswahl)
- Zauberuhrenzeit: eine Anthologie in zwei Sprachen, Göbels, Hubert / Arz, Helmut von [Ill.], Essen 1994 ISBN 3-9802198-6-0
- Steckrübenjahre: 1918 wurde Helmut Grüter 13, Göbels, Hubert, Recklinghausen 1995, ISBN 3-7903-0540-5
- Kindermärchen, Märchenkinder, Göbels, Hubert / mit Illustrationen von u. a. Johannes Gramm, Würzburg 1991, ISBN 9783429013790
- als Hrsg.: Dreihundert berühmte deutsche Männer. Bildnisse und Lebensabrisse. Nach der Ausgabe von 1890. Illustrationen von Hugo Bürkner. Harenberg, Dortmund (= Die bibliophilen Taschenbücher.  Band 174).
- als Hrsg.: Karl Hobrecker: Alte vergessene Kinderbücher. Nach der Erstausgabe von 1924. Harenberg, Dortmund (= Die bibliophilen Taschenbücher. Band 287).